# Завод (Великолукский район)
Завод — деревня в Великолукском районе Псковской области России. Входит в состав сельского поселения «Шелковская волость».
Расположена на северо-востоке района, на правом берегу реки Кунья, в 30 км к востоку от центра города Великие Луки и в 9 км к югу от волостного центра Букрово-2.

## Население
Численность населения по оценке на 2010 год составляла 11 человек.